# Warner Music México
Warner Music México, S.A. de C.V. (WM México) es la filial mexicana de Warner Music Group (WMG). Fue fundada en 1981 como Producciones WEA, como parte de la entonces división discográfica Warner-Elektra-Atlantic (WEA). En 1990, adoptó su nombre actual tras la reorganización global del grupo y el cambio de nombre corporativo a Warner Music Group.
La compañía también maneja el catálogo de Discos Peerless, el primer sello discográfico en la historia de México, fundado en 1933, tras su adquisición por parte de Warner Music Group en 2001.

## Artistas
Lista de artistas y bandas dentro del grupo de Warner Music México.
- Aria Vega
- Alu Mix
- Fran Fran
- Jesse & Joy
- Kaia Lana
- Lagos
- León Leiden
- Mario Bautista
- Mijares
- Mike Bahía
- Molotov
- Ximena Sariñana
- Yng Lvcas
- Álex Hoyer
- De La Ghetto
- Caeli

## Disqueras
- Discos Peerless
- Laila Records
- HBK GANG

- Datos: Q107415733
- Multimedia: Warner Music México / Q107415733